# یواس‌اس پاترول شماره ۶ (اس‌پی-۵۴)
یواس‌اس پاترول شماره ۶ (اس‌پی-۵۴) (به انگلیسی: USS Patrol No. 6 (SP-54)) یک کشتی بود که طول آن ۶۳ فوت ۰ اینچ (۱۹٫۲۰ متر) بود. این کشتی  در سال ۱۹۱۶ ساخته شد.